# Astrocaryum vulgare
Astrocarium vulgare — дуже колюча пальма, що походить з Гвіани і Амазонки. Це вид, який отримав значну користь від вирубки лісів, оскільки він не може рости в непорушеному тропічному лісі. У Бразилії він вважається типовим для штату Пара на півночі нижньої течії Амазонки. Ця рослина має їстівні плоди.

## Опис
Дерево може вирости 10—15 м (33—49 фут) у висоту, хоча зазвичай він нижчий. Зазвичай має вигляд кількох або багатьох стовбурів, кожен стовбур однакової висоти та ширини. Стовбури ростуть 15–18 см в діаметрі. Вирощуючи кілька стебел, він легко відновлюється після пошкодження.
Пальма вкрита злісними колючками, стовбур густо вкритий різною довжиною чорних сплощених шипів, які ростуть до 12 см завдовжки, а плоди теж вкриті чорним 1–3 см довжиною шипів.
Плід — округла або округла кістянка оранжевого кольору з коротко загостреною верхівкою. Плід має маслянисту, волокнисто-м'ясисту, жовту або жовто-помаранчевий м'якуш, В середньому плід важить близько 30 г (1 унція), і становить приблизно 4,5 на 3-3,5 см розміром.

## Поширення
Цей вид є рідним для Французької Гвіани, Гаяни, Суринаму та північного регіону Амазонки в Бразилії. Він поширений у штаті Пара в Бразилії і на всій території Гвіан, дуже поширений у населених прибережних регіонах, а також надзвичайно поширений у поясі саван з білим піском.

## Використання
Для проростання насіння потрібно до двох років, при вирощуванні рослини ростуть повільно, а плоди починають давати через вісім років.

### Кухня
У Французькій Гвіані на Великдень гвіанці (Guyanais/Guyanaises) їдять традиційну страву, приготовану з пасти авара, яка називається bouillon d'awara або бульйон авара. Кажуть, якщо ви з'їсте бульйон д'авару, ви повернетеся до Французької Гвіани. («Si tu manges du bouillon d'awara… en Guyane tu reviendras.»)

### Кільце тукум
Корінні жителі Амазонки, зокрема, використовують насіння плоду для виготовлення чорних кілець. У 1800-х роках це кільце використовувалося як символ шлюбу для рабів і тубільців, які не могли дозволити собі купувати золото. Крім того, перстень також був символом дружби та опору встановленому порядку — борців за свободу. Зараз ці каблучки носять католицькі місіонери як символ солідарності з бідними і підтримки в боротьбі за рівність, соціальну справедливість і права людини. 

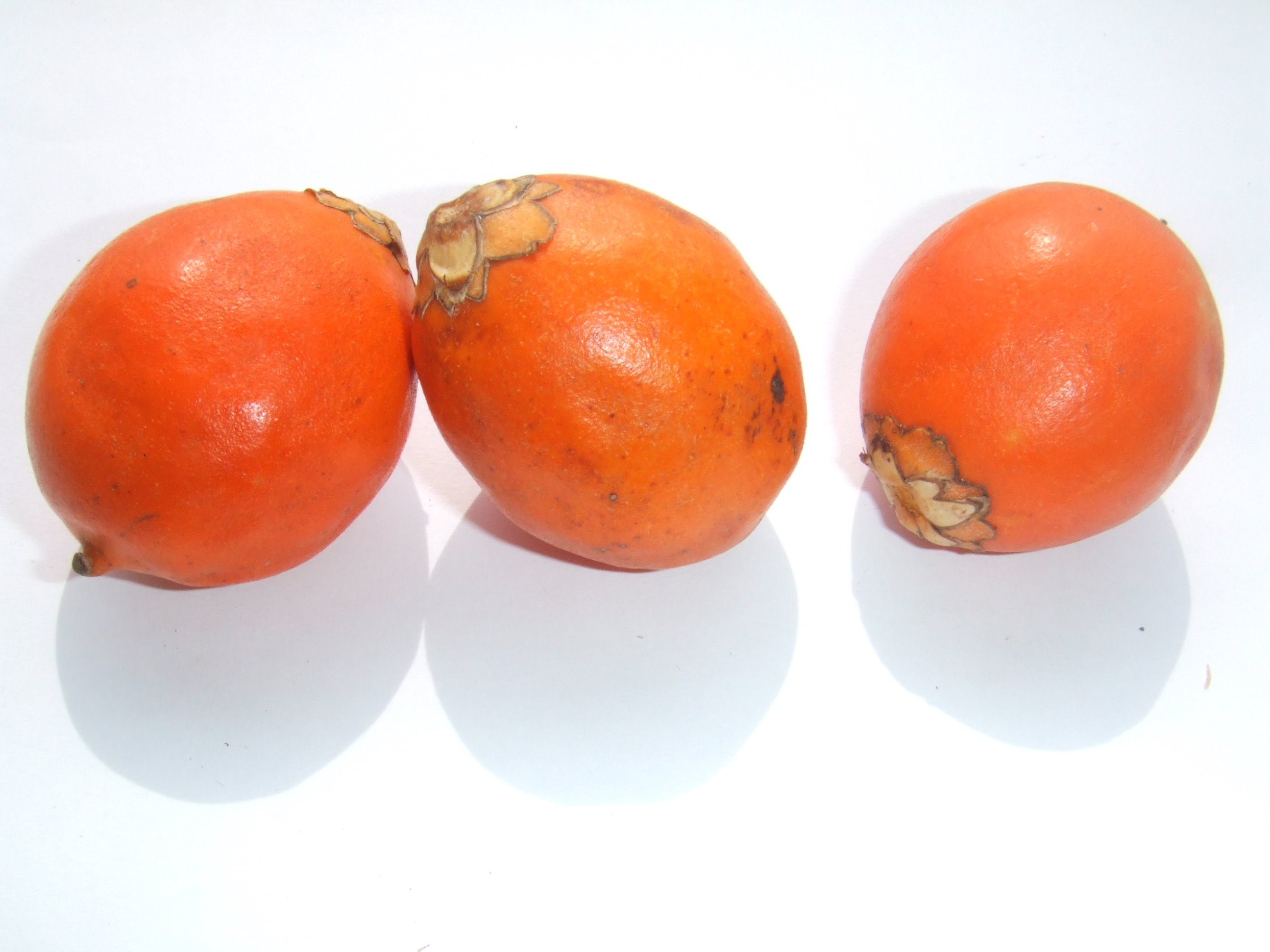
Плоди Astrocarium vulgare
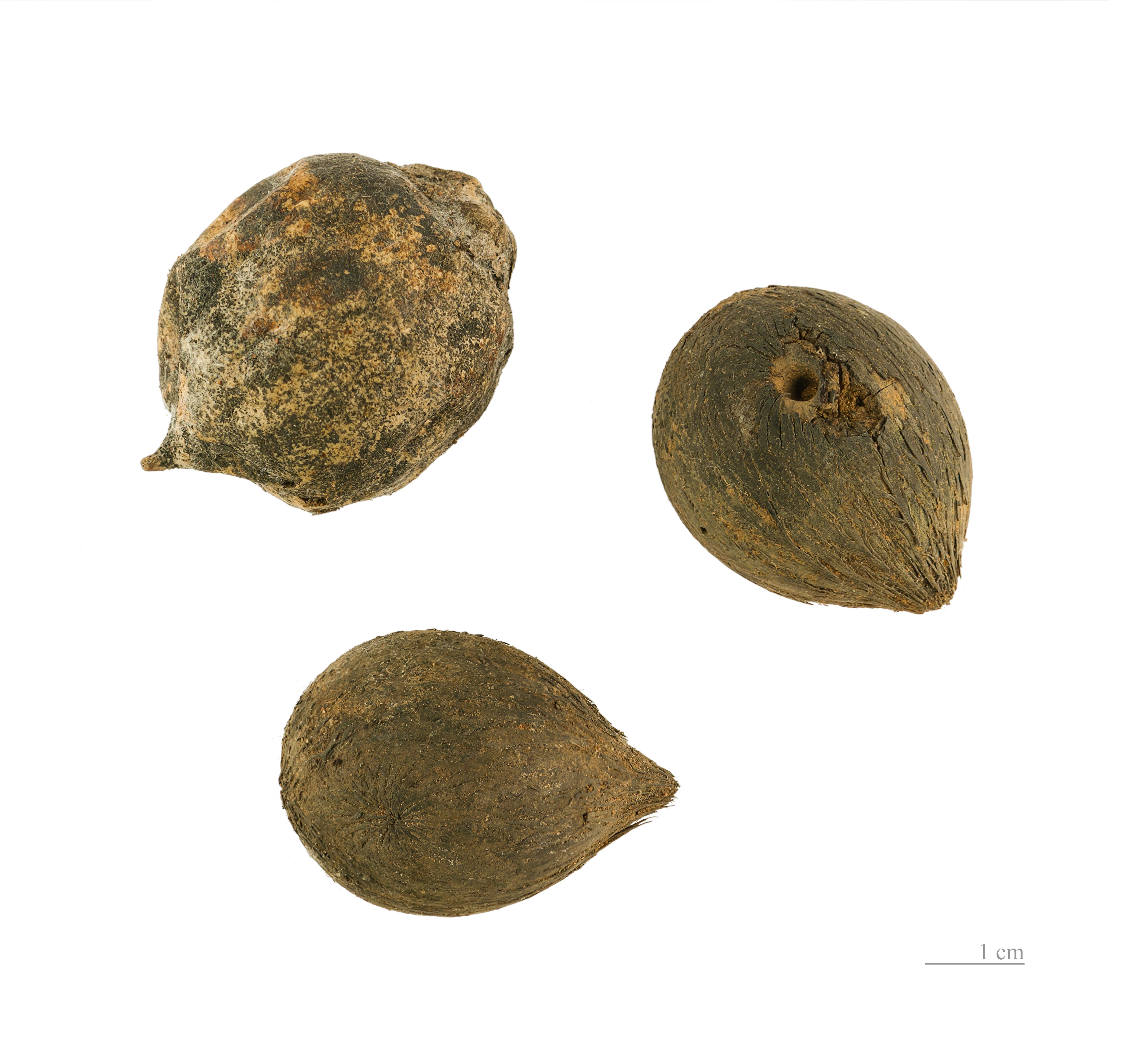
Насіння
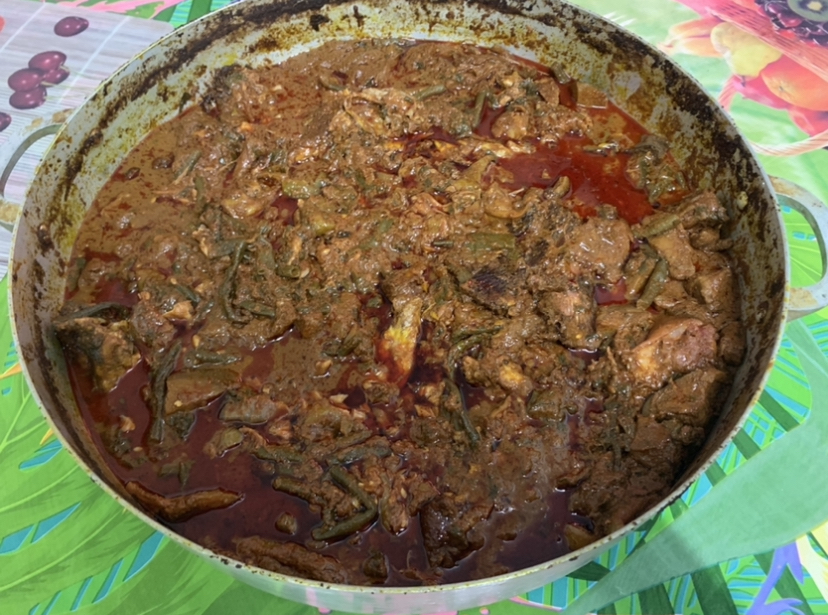
Бульйон Авара
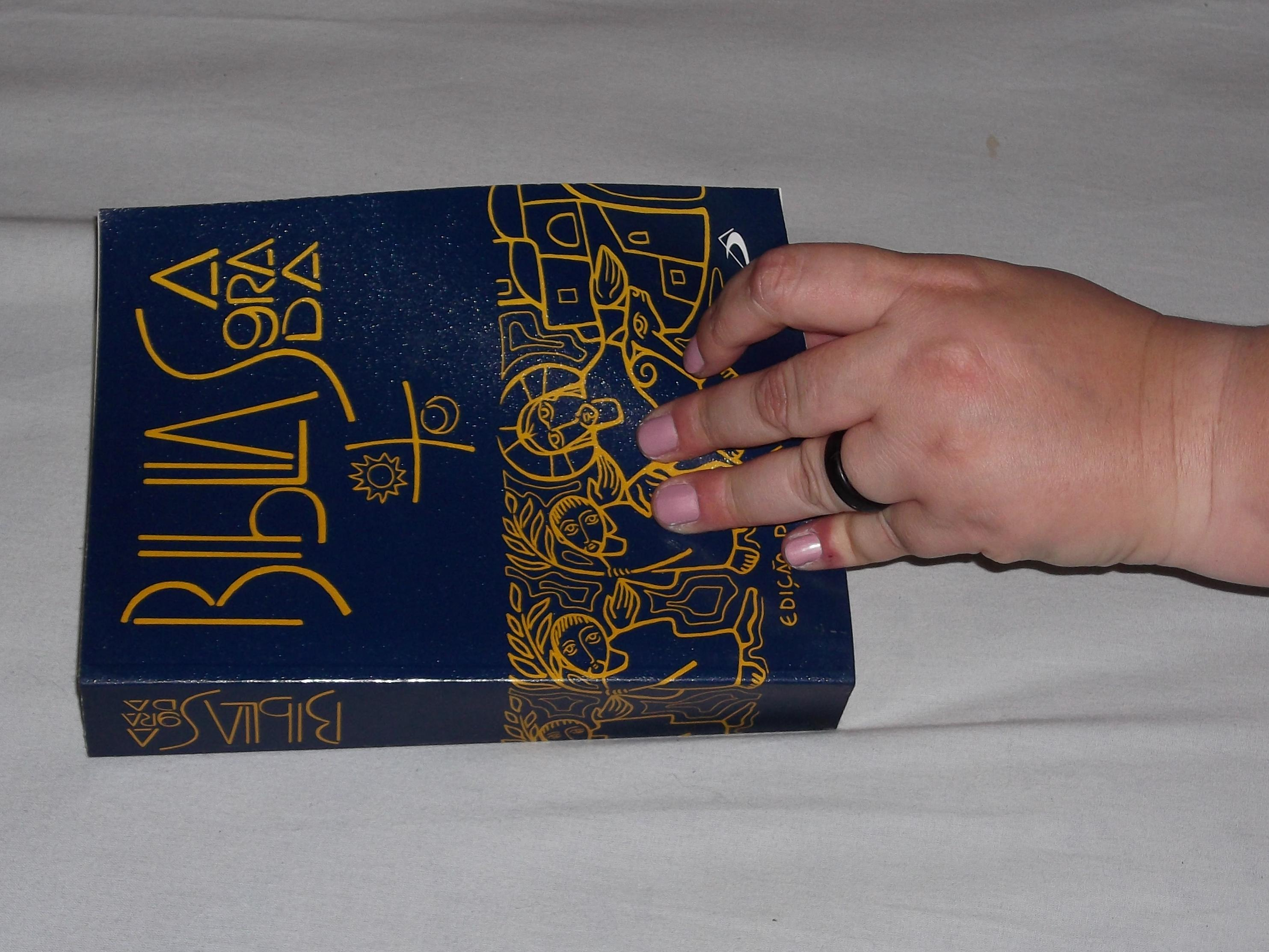
Кільце тукум та Біблія португальською мовою